# Понте Строна (Бјела)
Понте Строна је насеље у Италији у округу Бијела, региону Пијемонт.
Према процени из 2011. у насељу је живело 11 становника. Насеље се налази на надморској висини од 390 м.